# Hita (Oita)
Hita (日田市 -shi) é uma cidade japonesa localizada na província de Oita.
Em 2003 a cidade tinha uma população estimada em 61 744 habitantes e uma densidade populacional de 229,35 h/km². Tem uma área total de 269,21 km².
Recebeu o estatuto de cidade a 11 de Dezembro de 1940.

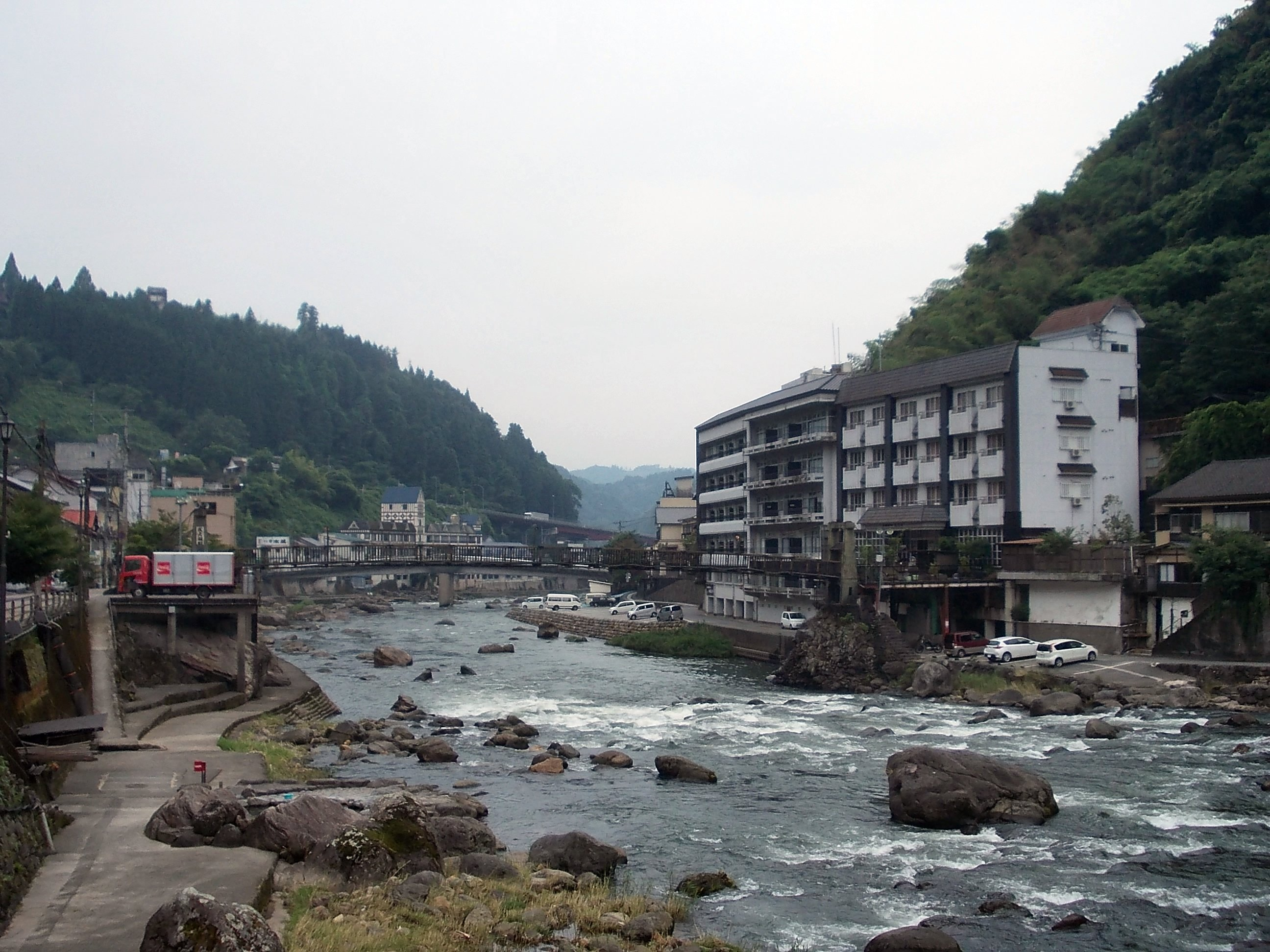
Amagase Onsen